# Иннокентий (Васецкий)
Епископ Инноке́нтий (в миру Ива́н Степа́нович Васе́цкий; 16 апреля 1977, Пятигорск, Ставропольский край, РСФСР, СССР) — архиерей Русской православной церкви, епископ Сормовский, викарий Нижегородской епархии. В 2012—2019 годах управлял Магнитогорской епархией.

## Биография
В 1994 году по окончании средней школы поступил в Ставропольскую духовную семинарию, которую окончил в 1999 году. Во время обучения в семинарии нёс послушание иподиакона митрополита Ставропольского и Владикавказского Гедеона (Докукина).
7 января 1998 году в Андреевском кафедральном соборе Ставрополя митрополитом Гедеоном рукоположен в сан диакона.
25 января в том же соборе тем же иерархом пострижен в монашество с наречением имени Иннокентий в честь святителя Иннокентия, митрополита Московского и Коломенского.
С марта 1998 года по январь 2000 года — клирик Андреевского кафедрального собора.
В 1998—2000 годах преподавал в Ставропольской духовной семинарии.
С января 2000 года по апрель 2001 года — штатный диакон Ильинского храма во Владикавказе.
7 апреля 2001 года в Андреевском соборе Ставрополя митрополитом Гедеоном рукоположен в сан иеромонаха. 1 июня 2001 года назначен ключарём Андреевского собора Ставрополя.
29 сентября 2008 года назначен настоятелем Михаило-Архангельского храма города Новоалександровска Ставропольского края с сохранением должности ключаря Андреевского собора.
В 2001—2005 годах обучался на заочном секторе Киевской духовной академии.
В 2001—2010 годах вновь преподавал в Ставропольской духовной семинарии.
К Пасхе 2007 года возведён в сан игумена.
2 марта 2010 года освобождён от обязанностей настоятеля храма в г. Новоалександровске и переведен в семинарию.
14 мая 2010 года назначен настоятелем Вознесенского собора города Алагира (Северная Осетия).
Вслед за переводом архиепископа Ставропольского Феофана (Ашуркова) на Челябинскую кафедру, 28 марта 2011 года был переведён в клир той же епархии.
2 апреля 2011 года указом архиепископа Челябинского и Златоустовского Феофана назначен наместником в Свято-Симеоновский собор города Челябинска.
26 июля 2012 года решением Священного синода Русской православной церкви был избран епископом новоучреждённой Магнитогорской епархии с титулом «Магнитогорский и Верхнеуральский».
26 августа 2012 года в Преображенском храме посёлка Смеловский Верхнеуральского района Челябинской области митрополитом Челябинским и Златоустовским Феофаном возведён в сан архимандрита.
31 августа 2012 года в храме Всех святых, в земле Российской просиявших, Патриаршей и Синодальной резиденции в Даниловом монастыре наречён во епископа Магнитогорского и Верхнеуральского.
11 октября 2012 года в Никольском соборе Покровского ставропигиального женского монастыря в Хотькове был хиротонисан во епископа Магнитогорского и Верхнеуральского. Хиротонию совершили: Патриарх Московский и всея Руси Кирилл, митрополит Саранский и Мордовский Варсонофий (Судаков), митрополит Челябинский и Златоустовский Феофан (Ашурков), епископ Пятигорский и Черкесский Феофилакт (Курьянов), епископ Солнечногорский Сергий (Чашин).
30 августа 2019 года решением Священного синода Русской православной церкви освобождён от управления Магнитогорской епархией и назначен епископом Елабужским, викарием Казанской епархии..  1 сентября в последний раз возглавил богослужение в кафедральном соборе Вознесения Христова в Магнитогорске.
27 мая 2022 года решением Священного синода Русской Православной Церкви назначен викарием Нижегородской епархии с титулом «Сормовский»

## Награды
- наперсный крест (к Пасхе 2003)
- почётная грамота администрации города Ставрополя (11 мая 2006[9])
- палица (к пасхе 2011)
- наперсный крест с украшениями (7 апреля 2012[10])